# Johann Zeitler
Johann Zeitler (né le 30 avril 1927 à Bindlach en Bavière et mort le 1er mars 2018 dans la même ville) est un joueur de football international allemand, qui évoluait au poste d'attaquant.

## Biographie

### Carrière en sélection
Avec l'équipe d'Allemagne, il dispute un match (pour un but inscrit) en 1952.
Il dispute les Jeux olympiques en 1952 et 1956.